# Rachael Finch
Rachael (Rachel) Finch (Townsville, Queensland, 8 de julio de 1988) es una modelo australiana, mayormente conocida por ser la tercera finalista de Miss Universo 2009.

## Biografía
Es mitad de ucraniana del lado de su madre. 
Rachael comenzó a salir con el bailarín Michael Miziner, la pareja se casó en el 2013 y tuvieron su primera hija Violet Rachael Miziner el 24 de septiembre del 2013.

## Carrera como modelo
Finch fue coronada Miss Universo Australia el 22 de abril del 2009 y posteriormente representó a Australia en el certamen de Miss Universo 2009 celebrado en las Bahamas el 23 de agosto del 2009. Fue compañera de habitación de Miss Estados Unidos, Kristen Dalton, durante la campaña de Miss Universo.
El 14 de noviembre del 2009 Finch junto con una serie de otras celebridades participaron en el "Día McHappy" actividad para recaudar fondos. Ella sigue utilizando su creciente estatus de celebridad para contribuir a causas benéficas después de posar desnuda en la revista australiana de estilo de vida de lujo, compartimiento de la caja, en el año 2010 para recaudar fondos para la Infancia ToyBox caridad.
| Sucedida por: Laura Dundovic | Miss Australia 2009 2009 | Precedida por: Jesinta Campbell |

## Carrera en la televisión
Finch fue una de las concursantes en celebridades del programa "MasterChef Australia" en el 2009, avanzó a las semifinales, donde ella y Biggest Loser entrenador Michelle puentes se realiza a través de la siguiente etapa. Que llegaron con éxito a la gran final, en la que llegó tercera en la general.
Finch compitió en la serie "Dancing With The Stars", pero fue eliminada el 1 de agosto de 2010.

### Bailando con las Estrellas - Actuaciones
A finales de 2010, Rachael Finch se unió al elenco de la décima temporada de Dancing With The Stars. Finch es socio de Michael Miziner, el socio para el ganador original de Bailando con las Estrellas, Bec Cartwright. A pesar de recibir algunos comentarios negativos del juez Todd McKenney por la falta de contenido con sus coreografías, Finch y Miziner han sido nombrados la pareja caballo negro por los jueces. A pesar de mantener altos puntajes, Finch y Miziner eran la pareja quinto eliminado el 1 de agosto de 2010
| Semana # | Dance/Song                         | Judges' score | Judges' score | Judges' score | Total Score | Result     |
| Semana # | Dance/Song                         | Todd          | Helen         | Mark          | Total Score | Result     |
| -------- | ---------------------------------- | ------------- | ------------- | ------------- | ----------- | ---------- |
| 1        | Cha-cha-cha / "Telephone"          | 7             | 8             | 8             | 23          | Safe       |
| 2        | Tango / "Objection (Tango)"        | 3             | 7             | 7             | 17          | Safe       |
| 3        | Paso Doble / "Would I Lie To You?" | 7             | 8             | 8             | 23          | Safe       |
| 4        | Quickstep / "Valerie"              | 7             | 8             | 8             | 23          | Safe       |
| 5        | Samba / "Hey Baby"                 | 9             | 9             | 9             | 27          | Safe       |
| 6        | Aussie Smooth / "Bad Day"          | 6             | 7             | 7             | 20          | Eliminated |